# Aleksy Thurzon
Aleksy Thurzon, Aleksy Thurzo (węg. Thurzó Elek; ur. 1490 na Słowacji, zm. 25 stycznia 1543 w Lewoczy) – węgierski szlachcic z rodziny Turzonów, palatyn Węgier, żupan spiski, pan Pszczyny (1517–1525).

## Życiorys
Syn Jana (IV) Thurzo, krakowskiego burmistrza, twórcy potęgi rodu Thurzonów. W roku 1517 kupił Pszczynę od Kazimierza II cieszyńskiego. Pszczyna została wówczas wolnym miastem Rzeszy. Aleksy wsławił się intensywnym poszukiwaniem rudy żelaza, rozwijaniem kuźnic oraz handlu tranzytowego. W 1523 otrzymał od królowej Marii Habsburżanki zamek Czerwony Kamień (dziś w południowo-zachodniej Słowacji), który jednak w roku 1535 sprzedał rodzinie Fuggerów. W 1525 roku przekazał miasto bratu, Janowi Thurzo.
W 1526 wspomógł Marię Habsburżankę w ucieczce przed najazdem osmańskim. W 1527 w toku walk o węgierski tron otrzymał od Ferdynanda Habsburga Zamek Orawski, zabrany Janowi Zapolyi.
Był żonaty z jedyną córką Jakoba Fuggera, niemieckiego przedsiębiorcy górniczego; było to kolejne małżeństwo pieczętujące sojusz współpracujących ze sobą rodów Fuggerów i Thurzonów. Dzięki temu małżeństwu znacznie powiększyła się fortuna rodu Thurzonów.